# برابانتس بييل 2024
برابانتس بييل 2024 (بالفرنسية: Flèche brabançonne 2024)‏ هو سباق دراجات هوائية من فئة  1.1، وهو الموسم الرابع والستين من برابانتس بييل، وأقيم في 10 أبريل 2024 ضمن سباقات سلسلة سباقات الاتحاد الدولي للدراجات للمحترفين 2024.
فاز بالمركز الأول بينوا كوسنيفروي، وفاز بالمركز الثاني ديلان تيونز، وفاز بالمركز الثالث تيم فيلانز.

## الفرق
| فرق عالمية (11)- Alpecin-Deceuninck - Arkéa-B&B Hotels - Bahrain Victorious - Cofidis - Decathlon-AG2R La Mondiale - EF Education-EasyPost - Intermarché-Wanty - Soudal Quick-Step - Team dsm-firmenich PostNL - Team Jayco AlUla - UAE Team Emirates فرق برو (11)- بنجوال باوليز ساوكس دبليو بي ‏ - كاجا رورال-سيغوروس 2024 ‏ - Lotto Dstny - Israel-Premier Tech - Q36.5 Pro Cycling Team ‏ - Unibet Tietema Rockets ‏ - سبورت فلاندرين بالويس ‏ - تيم نوفو نورديسك ‏ - TotalEnergies - سويس ريسينغ أكادمي 2024 ‏ - أونو-إكس موبيليتي ‏ |  |
| |  |

## المشاركون
| Decathlon-AG2R La Mondiale DAT | Decathlon-AG2R La Mondiale DAT | Decathlon-AG2R La Mondiale DAT |
| ------------------------------ | ------------------------------ | ------------------------------ |
| م                              | عداء                           | مرتبة                          |
| 1                              | Dorian Godon ‏                  | 23                             |
| 2                              | Rasmus Søjberg Pedersen ‏       | لم يكمل السباق                 |
| 3                              | بينوا كوسنيفروي                | 1                              |
| 4                              | يجف دي بوندت                   | 58                             |
| 5                              | Sander De Pestel ‏              | مستبعد                         |
| 6                              | Noa Isidore ‏                   | 75                             |
| 7                              | أندريا فيندرام                 | 59                             |

| Alpecin-Deceuninck ADC | Alpecin-Deceuninck ADC | Alpecin-Deceuninck ADC |
| ---------------------- | ---------------------- | ---------------------- |
| م                      | عداء                   | مرتبة                  |
| 11                     | توبياس باير            | 63                     |
| 12                     | كوينتن هيرمانز         | 6                      |
| 13                     | سورين كراغ أندرسن      | 42                     |
| 14                     | Axel Laurance ‏         | 30                     |
| 15                     | شاندرو ميوريس          | 57                     |
| 16                     | جيمي يانسون            | لم يكمل السباق         |
| 17                     | Stan Van Tricht ‏       | 62                     |

| Intermarché-Wanty IWA | Intermarché-Wanty IWA | Intermarché-Wanty IWA |
| --------------------- | --------------------- | --------------------- |
| م                     | عداء                  | مرتبة                 |
| 21                    | Vito Braet ‏           | 9                     |
| 22                    | Francesco Busatto ‏    | 28                    |
| 23                    | Dries De Pooter ‏      | 52                    |
| 24                    | Victor Hannes‏         | لم يكمل السباق        |
| 25                    | Tom Paquot ‏           | 76                    |
| 26                    | Wouter Toussaint ‏     | لم يكمل السباق        |
| 27                    | جورج تسيمارمان        | 47                    |

| Soudal Quick-Step SOQ | Soudal Quick-Step SOQ | Soudal Quick-Step SOQ |
| --------------------- | --------------------- | --------------------- |
| م                     | عداء                  | مرتبة                 |
| 31                    | Ayco Bastiaens ‏       | لم يكمل السباق        |
| 32                    | Gil Gelders ‏          | 51                    |
| 33                    | Antoine Huby ‏         | لم يكمل السباق        |
| 34                    | بيتر سيري             | 25                    |
| 35                    | Jordi Warlop ‏         | لم يكمل السباق        |
| 36                    | Pepijn Reinderink ‏    | 61                    |
| 37                    | Louis Vervaeke ‏       | 53                    |

| Arkéa-B&B Hotels ARK | Arkéa-B&B Hotels ARK | Arkéa-B&B Hotels ARK |
| -------------------- | -------------------- | -------------------- |
| م                    | عداء                 | مرتبة                |
| 41                   | فينتشنزو ألبانيز     | لم يكمل السباق       |
| 42                   | جينثي بيرمانز ‏       | 22                   |
| 43                   | Hubert Grygowski‏     | لم يكمل السباق       |
| 44                   | Laurens Huys ‏        | 35                   |
| 45                   | Mathis Le Berre ‏     | 26                   |
| 46                   | ألان ريو ‏            | لم يكمل السباق       |
| 47                   | Lucas Janssen ‏       | لم يكمل السباق       |

| Bahrain Victorious TBV | Bahrain Victorious TBV | Bahrain Victorious TBV |
| ---------------------- | ---------------------- | ---------------------- |
| م                      | عداء                   | مرتبة                  |
| 51                     | Matevž Govekar ‏        | 65                     |
| 52                     | Alberto Bruttomesso ‏   | لم يكمل السباق         |
| 53                     | Nicolò Buratti ‏        | 18                     |
| 54                     | أندريا باسكولون        | 72                     |
| 55                     | Johan Price-Pejtersen ‏ | لم يكمل السباق         |
| 56                     | Dušan Rajović ‏         | لم يكمل السباق         |
| 57                     | كاميرون سكوت           | لم يكمل السباق         |

| Cofidis COF | Cofidis COF           | Cofidis COF    |
| ----------- | --------------------- | -------------- |
| م           | عداء                  | مرتبة          |
| 61          | بن هيرمانز            | 40             |
| 62          | Nicolas Debeaumarché ‏ | لم يكمل السباق |
| 63          | Eddy Finé ‏            | لم يكمل السباق |
| 64          | Christophe Noppe ‏     | لم يكمل السباق |
| 65          | Ludovic Robeet ‏       | لم يكمل السباق |

| EF Education-EasyPost EFE | EF Education-EasyPost EFE | EF Education-EasyPost EFE |
| ------------------------- | ------------------------- | ------------------------- |
| م                         | عداء                      | مرتبة                     |
| 71                        | ميكيل فروليش أونوريه      | 12                        |
| 72                        | Markel Beloki ‏            | لم يكمل السباق            |
| 73                        | جيمس شو                   | 31                        |
| 74                        | Lukas Nerurkar ‏           | 83                        |
| 75                        | Darren Rafferty ‏          | 45                        |
| 76                        | ماريجن فان دن بيرغ        | 7                         |
| 77                        | Harry Sweeny ‏             | 82                        |

| Team dsm-firmenich PostNL DFP | Team dsm-firmenich PostNL DFP | Team dsm-firmenich PostNL DFP |
| ----------------------------- | ----------------------------- | ----------------------------- |
| م                             | عداء                          | مرتبة                         |
| 81                            | Vlad Van Mechelen ‏            | لم يكمل السباق                |
| 82                            | Robbe Dhondt ‏                 | لم يكمل السباق                |
| 84                            | Martijn Tusveld ‏              | لم يكمل السباق                |
| 85                            | Frank van den Broek ‏          | 37                            |
| 86                            | Tim Naberman ‏                 | لم يكمل السباق                |
| 87                            | Enzo Leijnse ‏                 | لم يكمل السباق                |

| Team Jayco AlUla JAY | Team Jayco AlUla JAY           | Team Jayco AlUla JAY |
| -------------------- | ------------------------------ | -------------------- |
| م                    | عداء                           | مرتبة                |
| 91                   | مايكل ماثيوز                   | 8                    |
| 92                   | لوسون كرادوك                   | 80                   |
| 93                   | Anders Foldager ‏               | 77                   |
| 94                   | Jan Maas (cyclist, born 1996) ‏ | 64                   |
| 95                   | كريستوفر جول جينسين            | لم يكمل السباق       |
| 96                   | Blake Quick ‏                   | لم يكمل السباق       |
| 97                   | كامبل ستيوارت                  | لم يكمل السباق       |

| UAE Team Emirates UAD | UAE Team Emirates UAD | UAE Team Emirates UAD |
| --------------------- | --------------------- | --------------------- |
| م                     | عداء                  | مرتبة                 |
| 101                   | تيم فيلانز            | 3                     |
| 102                   | مارك هيرشي (طريق)     | 29                    |
| 103                   | Anže Ravbar‏           | لم يكمل السباق        |
| 104                   | Gibbe Staes‏           | لم يكمل السباق        |
| 105                   | António Morgado ‏      | 21                    |
| 106                   | Nils Politt ‏          | 71                    |

| Lotto Dstny LTD | Lotto Dstny LTD     | Lotto Dstny LTD |
| --------------- | ------------------- | --------------- |
| م               | عداء                | مرتبة           |
| 111             | Alec Segaert ‏       | 66              |
| 112             | سيباستيان غرينيار ‏  | لم يكمل السباق  |
| 113             | Jenno Berckmoes ‏    | 15              |
| 114             | Pascal Eenkhoorn ‏   | 36              |
| 115             | Andreas Kron ‏       | 33              |
| 116             | Mathijs Paasschens ‏ | 85              |
| 117             | يوناس غريغارد       | 48              |

| Israel-Premier Tech IPT | Israel-Premier Tech IPT | Israel-Premier Tech IPT |
| ----------------------- | ----------------------- | ----------------------- |
| م                       | عداء                    | مرتبة                   |
| 121                     | ديلان تيونز             | 2                       |
| 122                     | Joseph Blackmore ‏       | 4                       |
| 123                     | كريستس نيولاندز         | لم يكمل السباق          |
| 125                     | كوربين سترونغ           | 10                      |
| 126                     | ستيفن وليامز            | 55                      |
| 127                     | Kiaan Watts‏             | لم يكمل السباق          |

| بنجوال باوليز ساوكس دبليو بي ‏ BWB | بنجوال باوليز ساوكس دبليو بي ‏ BWB | بنجوال باوليز ساوكس دبليو بي ‏ BWB |
| --------------------------------- | --------------------------------- | --------------------------------- |
| م                                 | عداء                              | مرتبة                             |
| 131                               | لويك فليجن                        | 69                                |
| 132                               | Louis Blouwe ‏                     | لم يكمل السباق                    |
| 133                               | Johan Meens ‏                      | 73                                |
| 134                               | Kenneth Van Rooy ‏                 | لم يكمل السباق                    |
| 135                               | Luca Van Boven ‏                   | 27                                |
| 136                               | Jens Reynders ‏                    | لم يكمل السباق                    |
| 137                               | Lucas Jacques‏                     | لم يكمل السباق                    |

| سبورت فلاندرين بالويس ‏ TFB | سبورت فلاندرين بالويس ‏ TFB | سبورت فلاندرين بالويس ‏ TFB |
| -------------------------- | -------------------------- | -------------------------- |
| م                          | عداء                       | مرتبة                      |
| 141                        | Kamiel Bonneu ‏             | 32                         |
| 142                        | Toon Clynhens ‏             | لم يكمل السباق             |
| 143                        | Lars Craps ‏                | 49                         |
| 144                        | Elias Maris ‏               | 68                         |
| 145                        | Vincent Van Hemelen ‏       | 79                         |
| 146                        | Dylan Vandenstorme ‏        | 56                         |
| 147                        | Ward Vanhoof ‏              | لم يكمل السباق             |

| كاجا رورال-سيغوروس ‏ CJR | كاجا رورال-سيغوروس ‏ CJR | كاجا رورال-سيغوروس ‏ CJR |
| ----------------------- | ----------------------- | ----------------------- |
| م                       | عداء                    | مرتبة                   |
| 151                     | Julen Arriola-Bengoa ‏   | 89                      |
| 152                     | Fernando Barceló ‏       | 11                      |
| 153                     | جيفرسون سيبيدا          | 5                       |
| 154                     | Samuel Fernández ‏       | 78                      |
| 155                     | Calum Johnston ‏         | لم يكمل السباق          |
| 156                     | إدوارد براديس           | 20                      |
| 157                     | ديفيد غونزاليس          | 24                      |

| تيم نوفو نورديسك ‏ TNN | تيم نوفو نورديسك ‏ TNN   | تيم نوفو نورديسك ‏ TNN |
| --------------------- | ----------------------- | --------------------- |
| م                     | عداء                    | مرتبة                 |
| 161                   | Hamish Beadle ‏          | لم يكمل السباق        |
| 162                   | سام براند               | لم يكمل السباق        |
| 163                   | Quinten De Graeve ‏      | لم يكمل السباق        |
| 164                   | Matyáš Kopecký ‏         | 44                    |
| 165                   | Péter Kusztor ‏          | لم يكمل السباق        |
| 166                   | Declan Irvine ‏          | لم يكمل السباق        |
| 167                   | Umberto Poli (cyclist) ‏ | لم يكمل السباق        |

| Q36.5 Pro Cycling Team ‏ Q36 | Q36.5 Pro Cycling Team ‏ Q36 | Q36.5 Pro Cycling Team ‏ Q36 |
| --------------------------- | --------------------------- | --------------------------- |
| م                           | عداء                        | مرتبة                       |
| 171                         | جيانلوكا برامبيلا           | 19                          |
| 172                         | Negasi Haylu Abreha ‏        | لم يكمل السباق              |
| 173                         | Walter Calzoni ‏             | 87                          |
| 174                         | Alessandro Fancellu ‏        | 88                          |
| 175                         | Joey Rosskopf ‏              | لم يكمل السباق              |
| 176                         | روري تاونسند ‏               | لم يكمل السباق              |
| 177                         | جيمس ويلان                  | لم يكمل السباق              |

| Unibet Tietema Rockets ‏ TDT | Unibet Tietema Rockets ‏ TDT | Unibet Tietema Rockets ‏ TDT |
| --------------------------- | --------------------------- | --------------------------- |
| م                           | عداء                        | مرتبة                       |
| 181                         | Lander Loockx ‏              | 70                          |
| 182                         | Hartthijs de Vries ‏         | 67                          |
| 183                         | Owen Geleijn ‏               | لم يكمل السباق              |
| 184                         | Jelle Johannink ‏            | 17                          |
| 185                         | Tomáš Kopecký (cyclist) ‏    | 74                          |
| 186                         | Zeb Kyffin ‏                 | لم يكمل السباق              |
| 187                         | Adam Ťoupalík ‏              | 39                          |

| TotalEnergies TEN | TotalEnergies TEN  | TotalEnergies TEN |
| ----------------- | ------------------ | ----------------- |
| م                 | عداء               | مرتبة             |
| 191               | Sandy Dujardin ‏    | 46                |
| 192               | Thomas Gachignard ‏ | 54                |
| 193               | لورينزو مانزين     | لم يكمل السباق    |
| 194               | جوليان سيمون       | لم يكمل السباق    |
| 195               | أنتوني تورجيس      | 16                |
| 196               | Baptiste Vadic ‏    | 84                |
| 197               | دريس فان جيستل     | 13                |

| سويس ريسينغ أكادمي ‏ TUD | سويس ريسينغ أكادمي ‏ TUD   | سويس ريسينغ أكادمي ‏ TUD |
| ----------------------- | ------------------------- | ----------------------- |
| م                       | عداء                      | مرتبة                   |
| 201                     | جاكوب أريكسون ‏            | 60                      |
| 202                     | Sebastian Kolze Changizi ‏ | لم يكمل السباق          |
| 203                     | Miká Heming ‏              | لم يكمل السباق          |
| 204                     | ألكسندر كامب              | 50                      |
| 205                     | Arthur Kluckers ‏          | 81                      |
| 206                     | Aloïs Charrin ‏            | لم يكمل السباق          |
| 207                     | Fabian Weiss (cyclist) ‏   | لم يكمل السباق          |

| أونو-إكس موبيليتي ‏ UXM | أونو-إكس موبيليتي ‏ UXM      | أونو-إكس موبيليتي ‏ UXM |
| ---------------------- | --------------------------- | ---------------------- |
| م                      | عداء                        | مرتبة                  |
| 211                    | توبياس هالاند يوهانسن       | 38                     |
| 212                    | Martin Urianstad ‏           | 43                     |
| 213                    | أودد كريستيان إيكينغ        | 14                     |
| 214                    | ماركوس هويلجارد             | 34                     |
| 215                    | أندرس سكارسيث               | 86                     |
| 216                    | Anders Halland Johannessen ‏ | لم يكمل السباق         |
| 217                    | Andreas Leknessund ‏         | 41                     |

| Decathlon-AG2R La Mondiale DAT | Decathlon-AG2R La Mondiale DAT | Decathlon-AG2R La Mondiale DAT |
| ------------------------------ | ------------------------------ | ------------------------------ |
| م                              | عداء                           | مرتبة                          |
| 1                              | Dorian Godon ‏                  | 23                             |
| 2                              | Rasmus Søjberg Pedersen ‏       | لم يكمل السباق                 |
| 3                              | بينوا كوسنيفروي                | 1                              |
| 4                              | يجف دي بوندت                   | 58                             |
| 5                              | Sander De Pestel ‏              | مستبعد                         |
| 6                              | Noa Isidore ‏                   | 75                             |
| 7                              | أندريا فيندرام                 | 59                             |

| Alpecin-Deceuninck ADC | Alpecin-Deceuninck ADC | Alpecin-Deceuninck ADC |
| ---------------------- | ---------------------- | ---------------------- |
| م                      | عداء                   | مرتبة                  |
| 11                     | توبياس باير            | 63                     |
| 12                     | كوينتن هيرمانز         | 6                      |
| 13                     | سورين كراغ أندرسن      | 42                     |
| 14                     | Axel Laurance ‏         | 30                     |
| 15                     | شاندرو ميوريس          | 57                     |
| 16                     | جيمي يانسون            | لم يكمل السباق         |
| 17                     | Stan Van Tricht ‏       | 62                     |

| Intermarché-Wanty IWA | Intermarché-Wanty IWA | Intermarché-Wanty IWA |
| --------------------- | --------------------- | --------------------- |
| م                     | عداء                  | مرتبة                 |
| 21                    | Vito Braet ‏           | 9                     |
| 22                    | Francesco Busatto ‏    | 28                    |
| 23                    | Dries De Pooter ‏      | 52                    |
| 24                    | Victor Hannes‏         | لم يكمل السباق        |
| 25                    | Tom Paquot ‏           | 76                    |
| 26                    | Wouter Toussaint ‏     | لم يكمل السباق        |
| 27                    | جورج تسيمارمان        | 47                    |

| Soudal Quick-Step SOQ | Soudal Quick-Step SOQ | Soudal Quick-Step SOQ |
| --------------------- | --------------------- | --------------------- |
| م                     | عداء                  | مرتبة                 |
| 31                    | Ayco Bastiaens ‏       | لم يكمل السباق        |
| 32                    | Gil Gelders ‏          | 51                    |
| 33                    | Antoine Huby ‏         | لم يكمل السباق        |
| 34                    | بيتر سيري             | 25                    |
| 35                    | Jordi Warlop ‏         | لم يكمل السباق        |
| 36                    | Pepijn Reinderink ‏    | 61                    |
| 37                    | Louis Vervaeke ‏       | 53                    |

| Arkéa-B&B Hotels ARK | Arkéa-B&B Hotels ARK | Arkéa-B&B Hotels ARK |
| -------------------- | -------------------- | -------------------- |
| م                    | عداء                 | مرتبة                |
| 41                   | فينتشنزو ألبانيز     | لم يكمل السباق       |
| 42                   | جينثي بيرمانز ‏       | 22                   |
| 43                   | Hubert Grygowski‏     | لم يكمل السباق       |
| 44                   | Laurens Huys ‏        | 35                   |
| 45                   | Mathis Le Berre ‏     | 26                   |
| 46                   | ألان ريو ‏            | لم يكمل السباق       |
| 47                   | Lucas Janssen ‏       | لم يكمل السباق       |

| Bahrain Victorious TBV | Bahrain Victorious TBV | Bahrain Victorious TBV |
| ---------------------- | ---------------------- | ---------------------- |
| م                      | عداء                   | مرتبة                  |
| 51                     | Matevž Govekar ‏        | 65                     |
| 52                     | Alberto Bruttomesso ‏   | لم يكمل السباق         |
| 53                     | Nicolò Buratti ‏        | 18                     |
| 54                     | أندريا باسكولون        | 72                     |
| 55                     | Johan Price-Pejtersen ‏ | لم يكمل السباق         |
| 56                     | Dušan Rajović ‏         | لم يكمل السباق         |
| 57                     | كاميرون سكوت           | لم يكمل السباق         |

| Cofidis COF | Cofidis COF           | Cofidis COF    |
| ----------- | --------------------- | -------------- |
| م           | عداء                  | مرتبة          |
| 61          | بن هيرمانز            | 40             |
| 62          | Nicolas Debeaumarché ‏ | لم يكمل السباق |
| 63          | Eddy Finé ‏            | لم يكمل السباق |
| 64          | Christophe Noppe ‏     | لم يكمل السباق |
| 65          | Ludovic Robeet ‏       | لم يكمل السباق |

| EF Education-EasyPost EFE | EF Education-EasyPost EFE | EF Education-EasyPost EFE |
| ------------------------- | ------------------------- | ------------------------- |
| م                         | عداء                      | مرتبة                     |
| 71                        | ميكيل فروليش أونوريه      | 12                        |
| 72                        | Markel Beloki ‏            | لم يكمل السباق            |
| 73                        | جيمس شو                   | 31                        |
| 74                        | Lukas Nerurkar ‏           | 83                        |
| 75                        | Darren Rafferty ‏          | 45                        |
| 76                        | ماريجن فان دن بيرغ        | 7                         |
| 77                        | Harry Sweeny ‏             | 82                        |

| Team dsm-firmenich PostNL DFP | Team dsm-firmenich PostNL DFP | Team dsm-firmenich PostNL DFP |
| ----------------------------- | ----------------------------- | ----------------------------- |
| م                             | عداء                          | مرتبة                         |
| 81                            | Vlad Van Mechelen ‏            | لم يكمل السباق                |
| 82                            | Robbe Dhondt ‏                 | لم يكمل السباق                |
| 84                            | Martijn Tusveld ‏              | لم يكمل السباق                |
| 85                            | Frank van den Broek ‏          | 37                            |
| 86                            | Tim Naberman ‏                 | لم يكمل السباق                |
| 87                            | Enzo Leijnse ‏                 | لم يكمل السباق                |

| Team Jayco AlUla JAY | Team Jayco AlUla JAY           | Team Jayco AlUla JAY |
| -------------------- | ------------------------------ | -------------------- |
| م                    | عداء                           | مرتبة                |
| 91                   | مايكل ماثيوز                   | 8                    |
| 92                   | لوسون كرادوك                   | 80                   |
| 93                   | Anders Foldager ‏               | 77                   |
| 94                   | Jan Maas (cyclist, born 1996) ‏ | 64                   |
| 95                   | كريستوفر جول جينسين            | لم يكمل السباق       |
| 96                   | Blake Quick ‏                   | لم يكمل السباق       |
| 97                   | كامبل ستيوارت                  | لم يكمل السباق       |

| UAE Team Emirates UAD | UAE Team Emirates UAD | UAE Team Emirates UAD |
| --------------------- | --------------------- | --------------------- |
| م                     | عداء                  | مرتبة                 |
| 101                   | تيم فيلانز            | 3                     |
| 102                   | مارك هيرشي (طريق)     | 29                    |
| 103                   | Anže Ravbar‏           | لم يكمل السباق        |
| 104                   | Gibbe Staes‏           | لم يكمل السباق        |
| 105                   | António Morgado ‏      | 21                    |
| 106                   | Nils Politt ‏          | 71                    |

| Lotto Dstny LTD | Lotto Dstny LTD     | Lotto Dstny LTD |
| --------------- | ------------------- | --------------- |
| م               | عداء                | مرتبة           |
| 111             | Alec Segaert ‏       | 66              |
| 112             | سيباستيان غرينيار ‏  | لم يكمل السباق  |
| 113             | Jenno Berckmoes ‏    | 15              |
| 114             | Pascal Eenkhoorn ‏   | 36              |
| 115             | Andreas Kron ‏       | 33              |
| 116             | Mathijs Paasschens ‏ | 85              |
| 117             | يوناس غريغارد       | 48              |

| Israel-Premier Tech IPT | Israel-Premier Tech IPT | Israel-Premier Tech IPT |
| ----------------------- | ----------------------- | ----------------------- |
| م                       | عداء                    | مرتبة                   |
| 121                     | ديلان تيونز             | 2                       |
| 122                     | Joseph Blackmore ‏       | 4                       |
| 123                     | كريستس نيولاندز         | لم يكمل السباق          |
| 125                     | كوربين سترونغ           | 10                      |
| 126                     | ستيفن وليامز            | 55                      |
| 127                     | Kiaan Watts‏             | لم يكمل السباق          |

| بنجوال باوليز ساوكس دبليو بي ‏ BWB | بنجوال باوليز ساوكس دبليو بي ‏ BWB | بنجوال باوليز ساوكس دبليو بي ‏ BWB |
| --------------------------------- | --------------------------------- | --------------------------------- |
| م                                 | عداء                              | مرتبة                             |
| 131                               | لويك فليجن                        | 69                                |
| 132                               | Louis Blouwe ‏                     | لم يكمل السباق                    |
| 133                               | Johan Meens ‏                      | 73                                |
| 134                               | Kenneth Van Rooy ‏                 | لم يكمل السباق                    |
| 135                               | Luca Van Boven ‏                   | 27                                |
| 136                               | Jens Reynders ‏                    | لم يكمل السباق                    |
| 137                               | Lucas Jacques‏                     | لم يكمل السباق                    |

| سبورت فلاندرين بالويس ‏ TFB | سبورت فلاندرين بالويس ‏ TFB | سبورت فلاندرين بالويس ‏ TFB |
| -------------------------- | -------------------------- | -------------------------- |
| م                          | عداء                       | مرتبة                      |
| 141                        | Kamiel Bonneu ‏             | 32                         |
| 142                        | Toon Clynhens ‏             | لم يكمل السباق             |
| 143                        | Lars Craps ‏                | 49                         |
| 144                        | Elias Maris ‏               | 68                         |
| 145                        | Vincent Van Hemelen ‏       | 79                         |
| 146                        | Dylan Vandenstorme ‏        | 56                         |
| 147                        | Ward Vanhoof ‏              | لم يكمل السباق             |

| كاجا رورال-سيغوروس ‏ CJR | كاجا رورال-سيغوروس ‏ CJR | كاجا رورال-سيغوروس ‏ CJR |
| ----------------------- | ----------------------- | ----------------------- |
| م                       | عداء                    | مرتبة                   |
| 151                     | Julen Arriola-Bengoa ‏   | 89                      |
| 152                     | Fernando Barceló ‏       | 11                      |
| 153                     | جيفرسون سيبيدا          | 5                       |
| 154                     | Samuel Fernández ‏       | 78                      |
| 155                     | Calum Johnston ‏         | لم يكمل السباق          |
| 156                     | إدوارد براديس           | 20                      |
| 157                     | ديفيد غونزاليس          | 24                      |

| تيم نوفو نورديسك ‏ TNN | تيم نوفو نورديسك ‏ TNN   | تيم نوفو نورديسك ‏ TNN |
| --------------------- | ----------------------- | --------------------- |
| م                     | عداء                    | مرتبة                 |
| 161                   | Hamish Beadle ‏          | لم يكمل السباق        |
| 162                   | سام براند               | لم يكمل السباق        |
| 163                   | Quinten De Graeve ‏      | لم يكمل السباق        |
| 164                   | Matyáš Kopecký ‏         | 44                    |
| 165                   | Péter Kusztor ‏          | لم يكمل السباق        |
| 166                   | Declan Irvine ‏          | لم يكمل السباق        |
| 167                   | Umberto Poli (cyclist) ‏ | لم يكمل السباق        |

| Q36.5 Pro Cycling Team ‏ Q36 | Q36.5 Pro Cycling Team ‏ Q36 | Q36.5 Pro Cycling Team ‏ Q36 |
| --------------------------- | --------------------------- | --------------------------- |
| م                           | عداء                        | مرتبة                       |
| 171                         | جيانلوكا برامبيلا           | 19                          |
| 172                         | Negasi Haylu Abreha ‏        | لم يكمل السباق              |
| 173                         | Walter Calzoni ‏             | 87                          |
| 174                         | Alessandro Fancellu ‏        | 88                          |
| 175                         | Joey Rosskopf ‏              | لم يكمل السباق              |
| 176                         | روري تاونسند ‏               | لم يكمل السباق              |
| 177                         | جيمس ويلان                  | لم يكمل السباق              |

| Unibet Tietema Rockets ‏ TDT | Unibet Tietema Rockets ‏ TDT | Unibet Tietema Rockets ‏ TDT |
| --------------------------- | --------------------------- | --------------------------- |
| م                           | عداء                        | مرتبة                       |
| 181                         | Lander Loockx ‏              | 70                          |
| 182                         | Hartthijs de Vries ‏         | 67                          |
| 183                         | Owen Geleijn ‏               | لم يكمل السباق              |
| 184                         | Jelle Johannink ‏            | 17                          |
| 185                         | Tomáš Kopecký (cyclist) ‏    | 74                          |
| 186                         | Zeb Kyffin ‏                 | لم يكمل السباق              |
| 187                         | Adam Ťoupalík ‏              | 39                          |

| TotalEnergies TEN | TotalEnergies TEN  | TotalEnergies TEN |
| ----------------- | ------------------ | ----------------- |
| م                 | عداء               | مرتبة             |
| 191               | Sandy Dujardin ‏    | 46                |
| 192               | Thomas Gachignard ‏ | 54                |
| 193               | لورينزو مانزين     | لم يكمل السباق    |
| 194               | جوليان سيمون       | لم يكمل السباق    |
| 195               | أنتوني تورجيس      | 16                |
| 196               | Baptiste Vadic ‏    | 84                |
| 197               | دريس فان جيستل     | 13                |

| سويس ريسينغ أكادمي ‏ TUD | سويس ريسينغ أكادمي ‏ TUD   | سويس ريسينغ أكادمي ‏ TUD |
| ----------------------- | ------------------------- | ----------------------- |
| م                       | عداء                      | مرتبة                   |
| 201                     | جاكوب أريكسون ‏            | 60                      |
| 202                     | Sebastian Kolze Changizi ‏ | لم يكمل السباق          |
| 203                     | Miká Heming ‏              | لم يكمل السباق          |
| 204                     | ألكسندر كامب              | 50                      |
| 205                     | Arthur Kluckers ‏          | 81                      |
| 206                     | Aloïs Charrin ‏            | لم يكمل السباق          |
| 207                     | Fabian Weiss (cyclist) ‏   | لم يكمل السباق          |

| أونو-إكس موبيليتي ‏ UXM | أونو-إكس موبيليتي ‏ UXM      | أونو-إكس موبيليتي ‏ UXM |
| ---------------------- | --------------------------- | ---------------------- |
| م                      | عداء                        | مرتبة                  |
| 211                    | توبياس هالاند يوهانسن       | 38                     |
| 212                    | Martin Urianstad ‏           | 43                     |
| 213                    | أودد كريستيان إيكينغ        | 14                     |
| 214                    | ماركوس هويلجارد             | 34                     |
| 215                    | أندرس سكارسيث               | 86                     |
| 216                    | Anders Halland Johannessen ‏ | لم يكمل السباق         |
| 217                    | Andreas Leknessund ‏         | 41                     |

## التصنيف العام النهائي
| التصنيف العام         | التصنيف العام      | التصنيف العام              | التصنيف العام | التصنيف العام |
| العداء                | العداء             | الفريق                     | الوقت         |               |
| --------------------- | ------------------ | -------------------------- | ------------- | ------------- |
| 1                     | بينوا كوسنيفروي    | Decathlon-AG2R La Mondiale | 4 س 17 د 02 ث |               |
| 2                     | ديلان تيونز        | Israel-Premier Tech        | + 0 ث         |               |
| 3                     | تيم فيلانز         | UAE Team Emirates          | + 0 ث         |               |
| 4                     | Joseph Blackmore ‏  | Israel-Premier Tech        | + 0 ث         |               |
| 5                     | جيفرسون سيبيدا     | كاجا رورال-سيغوروس ‏        | + 0 ث         |               |
| 6                     | كوينتن هيرمانز     | Alpecin-Deceuninck         | + 0 ث         |               |
| 7                     | ماريجن فان دن بيرغ | EF Education-EasyPost      | + 10 ث        |               |
| 8                     | مايكل ماثيوز       | Team Jayco AlUla           | + 28 ث        |               |
| 9                     | Vito Braet ‏        | Intermarché-Wanty          | + 28 ث        |               |
| 10                    | كوربين سترونغ      | Israel-Premier Tech        | + 28 ث        |               |
|                       |                    |                            |               |               |
| مصدر: ProCyclingStats |                    |                            |               |               |

## وصلات خارجية
- لمحة عن سباق برابانتس بييل 2024 على موقع  ProCyclingStats   (برو  سايكلنج  ستاتس) - إحصاءات  محترفي  الدراجات.
- برابانتس بييل 2024 على موقع إحصائيات الدراجات الإحترافية (الإنجليزية)